# 2011年のサッカー
2011年のサッカー（2011ねんのサッカー）では、2011年（平成23年）における、日本および世界のサッカー界の動向をまとめる。

## できごと

### 1月
1日
- - 【JFA】第90回天皇杯全日本サッカー選手権大会決勝で、鹿島アントラーズが清水エスパルスを2-1で下し、3年ぶり4度目の優勝。AFCチャンピオンズリーグ2011への出場権を獲得[1]。
  - 【JFA】第32回全日本女子サッカー選手権大会決勝でINAC神戸レオネッサが浦和レッドダイヤモンズ・レディース1-1からのPK戦を3-2で制し初優勝[2]。

5日
- - 【JFA・JUFA】第59回全日本大学サッカー選手権大会決勝で関西大学が中京大学を延長の末、2-1で下し43年ぶり2回目の優勝[3]。
  - 【JFA・JUWFA】2010年度 全日本大学女子サッカー選手権大会決勝で早稲田大学が武蔵丘短期大学を4-1で下し2年連続3回目の優勝[4]。

6日（現地）
- - 【FIFA】国際サッカー連盟（FIFA）総会で任期満了に伴うアジアサッカー連盟(AFC）選出理事枠の選挙が行われ日本から立候補した田島幸三日本サッカー協会副会長が落選[5]。

10日
- - 【JFA・高体連】第89回全国高等学校サッカー選手権大会決勝で、滝川第二高校（兵庫）が久御山高等学校（京都）を5－3で下し初優勝[6]。兵庫県勢の優勝は1938年度第20回全国中等学校蹴球選手権大会（当時）の神戸一中（現・神戸高校）以来72年ぶりで、学制改革後では初。

29日（現地）
- - 【AFC】AFCアジアカップ2011（ カタール・ドーハ）決勝で、 日本が オーストラリアを延長戦の末、1-0で下し、2大会ぶり4度目の優勝。ブラジルで開催されるFIFAコンフェデレーションズカップ2013の出場権を獲得[7]。

### 2月
15日
- - 【Jリーグ】Jリーグ理事会が、カマタマーレ讃岐の準加盟を承認[8]。同じく準加盟を申請していたツエーゲン金沢とFC琉球は承認見送りになった[9][10]。

26日
- - 【Jリーグ】ゼロックススーパーカップが国立霞ヶ丘競技場改修により日産スタジアムで行われ、名古屋グランパスが1-1の同点からPK戦の末、3-1で鹿島アントラーズを下し15年ぶり2回目の優勝[11]。

### 3月
5日
- - 【Jリーグ】J1、J2開幕。前年1部(J1)覇者の名古屋は横浜Mと対戦し1-1でドロー発進。

12日・13日
- - 【Jリーグ】3月11日に発生した東北地方太平洋沖地震（東日本大震災）の影響で、両日開催のJ1 J2第2節全試合を中止[12]。

14日
- - 【Jリーグ】震災等の被害拡大に伴い、月内に行う予定だったJ1・J2のリーグ戦全試合とヤマザキナビスコカップ予選1・2節の全試合を、全て中止することを決めた。併せてベガルタ仙台など、被災地域を本拠とするクラブチームの被災状況把握に全力を挙げる[13]。

22日
- - 【Jリーグ】J1、J2臨時合同実行委員会が開催され、震災に伴い3月12、13日のJ1、J2第2節から中断されているリーグ戦について、震災並びに東京電力・福島第一原子力発電所での事故の影響で4月一杯計画停電が実施されている東北電力、東京電力管内で行う試合を全試合デーゲームとしたうえで4月22、23日のJ1第7節、J2第8節から再開すると発表[14]。

23日
- - 【なでしこリーグ】4月3日に開幕予定だったなでしこリーグの開幕日を、震災等の影響で第1～4節を延期し4月29日とする事を発表[15]。

29日
- - 【JFA・Jリーグ】日本代表とJリーグ選抜「Jリーグ TEAM AS ONE」による「東北地方太平洋沖地震復興支援チャリティーマッチ がんばろうニッポン!」が長居スタジアムにて開催された。

### 4月
11日
- - 【なでしこリーグ】原発事故に伴う東京電力女子サッカー部マリーゼの活動自粛を承認。リーグ戦の日程変更を発表[16]。

### 5月
17日
- - 【JFA・サッカー日本代表】日本サッカー協会は本年7月にアルゼンチンで開催予定のサッカー南米選手権への日本代表チームの招待出場を辞退する決定を行った。理由は東北地方太平洋沖地震の影響による日本プロサッカーリーグの大幅な日程組み換えが行われたこと、並びにヨーロッパクラブに所属している日本人選手の招集交渉が纏まらなかった為[17]。

### 7月
17日（現地）
- - 【FIFA】2011 FIFA女子ワールドカップ決勝で、 日本が2-2からPK戦の末、 アメリカ合衆国を3-1で下し優勝。FIFA主催大会で日本の優勝は男女を通じ初[18]。

### 8月
2日
- - 【JFA・サッカー女子日本代表】2011 FIFA女子ワールドカップを優勝したサッカー女子日本代表（なでしこジャパン）に対し政府が団体としては初めて国民栄誉賞授与を決定[19]。

3日
- - 【JFA・高体連】第46回全国高等学校総合体育大会サッカー競技大会決勝で、桐蔭学園高校（神奈川）が静岡学園高校（静岡）に2-1で勝ち初優勝、神奈川県勢としても初[20]。
  - 【Jリーグ】J1アビスパ福岡が成績不振を理由に篠田善之監督を解任、後任に浅野哲也ヘッドコーチの昇格を発表[21]。

6日
- - 【Jリーグ】J1ヴァンフォーレ甲府が成績不振を理由に三浦俊也監督を解任、後任に佐久間悟ゼネラルマネージャー（GM）の就任を発表[22]。

19日
- - 【FIFA・AFC】2014 FIFAワールドカップアジア3次予選に出場予定だった シリアが2次予選の タジキスタン戦で出場資格のない選手を起用したとして失格となった。代わりに タジキスタンが3次予選に出場する[23]。
  - 【スペイン】リーガ・エスパニョーラ開幕戦が1部・2部ともにストライキにより開催が延期された[24]。

20日
- - 【Jリーグ】J1柏レイソルは、7月16日の川崎フロンターレ戦で傷害事件を起こしサポーターが逮捕された事件に対して処分を発表した。その内容は逮捕者が所属していた応援グループの無期限活動停止（のちに自主解散）と、逮捕者を含む応援グループ所属者3名の無期限入場禁止。ほかに暴力行為に加担したサポーターの8試合入場禁止とそのサポーターが所属する応援グループの無期限活動停止である[25]。

24日
- - 【UEFA】トルコサッカー連盟は、トルコ・シュペルリガ2010-11シーズン優勝のフェネルバフチェSKがトルコ・シュペルリガの八百長に関与したとして、UEFAチャンピオンズリーグ 2011-12への出場を棄権させた。代わりに同リーグ2位のトラブゾンスポルが出場する[26]。

25日
- - 【FIFA】2011 FIFA女子ワールドカップに参加した 朝鮮民主主義人民共和国の選手5名からステロイドの陽性反応が出たとして、FIFAは 朝鮮民主主義人民共和国の2015 FIFA女子ワールドカップへの参加資格を剥奪した[27]。
  - 【UEFA】新設されたUEFA欧州最優秀選手賞の決選投票がモナコで行われ、FCバルセロナのリオネル・メッシが選出された[28]。

26日
- - 【イタリア】27日に予定されていたセリエA開幕戦がストライキにより延期された。欧州1部リーグの開幕延期はスペインに続き2カ国目[29]。
  - 【韓国】Kリーグの八百長問題について、賞罰委員会は選手・ブローカー計47名をサッカー界から永久追放すると発表した[30]。

### 9月
8日
- - 【JFA・AFC・IOC・サッカー女子日本代表】ロンドンオリンピック サッカーアジア予選第4戦ここまで3連勝勝点9の 日本が 朝鮮民主主義人民共和国に1-1で引き分け勝点を10に伸ばし、勝点5の3位で追っていた 中国が オーストラリアに0-1で敗れた為、日本が3大会連続4回目のオリンピック出場権を獲得。

12日
- - 【JFL】JFLのジェフユナイテッド市原・千葉リザーブズが2011年シーズンをもって活動を終了すると発表した。トップチームであるジェフユナイテッド市原・千葉は経営難、両チーム間の移籍にかかる制約の多さ、アカデミーの充実を理由に挙げている[31]。

27日
- - 【JFA・KFA】韓国全州の全州ワールドカップ競技場で開催されたAFCチャンピオンズリーグ2011準々決勝の全北現代モータース対セレッソ大阪第2戦において、全北サポーターが東日本大震災を揶揄する横断幕を掲載した。これを受けてセレッソ大阪・JFAは抗議文を送り、全北・KFAともに謝罪している[32][33]。横断幕を掲げたサポーターも30日に全北を訪れ謝罪しており、全北はこのサポーターに対し10年間全州ワールドカップ競技場での観戦禁止処分を下した[34]。

30日
- - 【FIFA】FIFAは2014 FIFAワールドカップアジア2次予選の オマーン戦で観客が騒動を起こした ミャンマーを2018 FIFAワールドカップ予選から除外すると発表した[35]。

### 10月
13日
- - 【なでしこリーグ】福島第一原子力発電所事故の為、休部中のなでしこリーグ（1部）の東京電力マリーゼについてなでしこリーグの理事会はＪ1のベガルタ仙台へのチーム譲渡を承認、来節はチャレンジリーグ EAST（2部）に加盟する。

15日
- - 【Jリーグ】J1浦和レッドダイヤモンズのゼリコ・ペトロビッチ監督が成績不振を理由に今シーズン限りで辞任する事を表明。

20日
- - 【Jリーグ】J1浦和レッドダイヤモンズがゼリコ・ペトロビッチ監督を成績不振を理由に解任。後任に堀孝史浦和レッドダイヤモンズユース監督が就任。

21日
- - 【Jリーグ】J2ジェフユナイテッド市原・千葉がドワイト・ローデヴェーヘス監督との契約を解除した。後任はジェフ千葉テクニカルダイレクターの神戸清雄が就任。

23日
- - 【Jリーグ】J1第30節アビスパ福岡がアルビレックス新潟に1-3で敗れ、16位以下が確定し来シーズンのJ2降格が決定。

29日
- - 【Jリーグ】ヤマザキナビスコカップ決勝が行われ鹿島アントラーズが浦和レッドダイヤモンズを延長戦の末、1-0で下し9年ぶり4回目の優勝。

### 11月
3日
- - 【Jリーグ】J1第31節モンテディオ山形がヴィッセル神戸に0-2で敗れ、来シーズンのJ2降格が決定。

7日
- - 【FIFA】FIFAは9月に2018 FIFAワールドカップ予選から除外された ミャンマーに対し、ホームゲームを中立地開催とすることを条件に予選参加を認めると発表した[36]。

11日
- - 【FIFA・AFC】2014 FIFAワールドカップアジア3次予選で、 日本と ウズベキスタンが2戦を残し勝点差で 朝鮮民主主義人民共和国が覆せない状況となり、最終予選進出を決定。

12日
- - 【なでしこリーグ】INAC神戸レオネッサが最終戦を待たずに初優勝を決めた。

15日
- - 【Jリーグ】Jリーグの表彰に功労審判員賞を新設し、2010年に審判を引退した岡田正義が受賞すると発表した[37]。

19日
- - 【Jリーグ】J2第36節でFC東京がガイナーレ鳥取に5-1で勝利し3位以内が確定、2シーズンぶりのJ1復帰を決めた。
  - 【ドイツ】ドイツ・ブンデスリーガ第13節の1.FCケルン対1.FSVマインツ05戦で主審を務める予定だったババク・ラファティが19日の朝に手首を切った状態で発見された。自殺を図ったものと見られている。試合は代役の審判を用意できなかったため、開始直前に延期となった[38]。

20日
- - 【Jリーグ】J2第36節で2位のサガン鳥栖がギラヴァンツ北九州に2-3で敗れ、FC東京のJ2優勝が決まった。
  - 【スペイン】リーガ・エスパニョーラプリメーラ・ディビシオン第13節のグラナダCF対RCDマヨルカ戦で、2-1でグラナダがリードしていた後半途中、観客の投げ込んだ傘が副審の顔に直撃、流血し退場するという事件が起こる。その観客はその場で逮捕され、試合は中止となった[39]。

27日
- - 【FAW】元ウェールズ代表で、ウェールズ代表監督を務めていたガリー・スピードが縊死した状態で発見された[40]。

### 12月
3日
- - 【Jリーグ】J1最終節で柏レイソルが浦和レッドダイヤモンズを3-1で破り、柏レイソルのJ1初優勝が決定。
    - 同日の試合でヴァンフォーレ甲府が大宮アルディージャに1-3で敗れて16位が確定し、ヴァンフォーレ甲府のJ2降格も決定した。

  - 【Jリーグ】J2最終節でサガン鳥栖がロアッソ熊本との試合を2-2で引き分けて2位が確定し、サガン鳥栖のJ1初昇格が決定。
    - 同日の試合で3位・コンサドーレ札幌がFC東京を2-1で破り、勝ち点で並んでいた4位の徳島ヴォルティスがファジアーノ岡山に0-1で敗れた為、コンサドーレ札幌のJ1昇格も決定した。

12日
- - 【Jリーグ】Jリーグ臨時理事会が開催され、FC町田ゼルビアと松本山雅FCの2012年シーズンからのJ2入会が正式に承認された[41]。

18日
- - 【FIFA】FIFAクラブワールドカップ2011の決勝が行われ、欧州代表のFCバルセロナが南米代表のサントスFCを4-0で下し、2年ぶり2度目の優勝を決めた。

19日
- - 【イタリア】元イタリア代表でセリエA・アタランタBC所属のクリスティアーノ・ドニなど計17名が八百長、違法賭博の疑いで逮捕された[42]。

29日
- - 【JFA】第91回天皇杯全日本サッカー選手権大会準決勝、FC東京がセレッソ大阪を1－0、京都サンガが横浜F・マリノスを延長の末、4－2で下し初のJ2チーム同士の決勝戦が確定、旧・日本リーグ2部時代を含め2部の所属チームの決勝進出は第62回大会（1982年度）のヤマハ発動機（現・ジュビロ磐田）以来29年ぶり、2部所属チーム同士の決勝戦となるのは初めて。

## 国内リーグ・カップ戦優勝クラブ

### ヨーロッパ
- アイスランド
  - 〈リーグ〉ウルヴァルステイルト2011 - KRレイキャヴィーク
- アイルランド
  - 〈リーグ〉リーグ・オブ・アイルランド2011 - シャムロック・ローヴァーズFC
- イスラエル
  - 〈リーグ〉イスラエル・プレミアリーグ2010-11 - マッカビ・ハイファFC
- イタリア
  - 〈リーグ〉セリエA 2010-2011 - ACミラン
  - 〈リーグカップ〉コッパ・イタリア2010-11 - インテルナツィオナーレ・ミラノ
- イングランド
  - 〈リーグ〉プレミアリーグ2010-2011 - マンチェスター・ユナイテッドFC
  - 〈オープンカップ〉FAカップ2010-11 - マンチェスター・シティFC
  - 〈リーグカップ〉カーリング・カップ2011 - バーミンガム・シティFC
- ウェールズ
  - 〈リーグ〉ウェルシュ・プレミアリーグ2010-11 バンガー・シティFC
- ウクライナ
  - 〈リーグ〉ウクライナ・プレミアリーグ2010-11 - FCシャフタール・ドネツク
- エストニア
  - 〈リーグ〉メスタリリーガ2011 - FCフローラ・タリン
- オーストリア
  - 〈リーグ〉ブンデスリーガ2010-11 - SKシュトゥルム・グラーツ
- オランダ
  - 〈リーグ〉エールディヴィジ2010-11 - アヤックス・アムステルダム
  - 〈リーグカップ〉KNVBカップ2011 - FCトゥウェンテ
- 北アイルランド
  - 〈リーグ〉IFAプレミアシップ2010-11 - リンフィールドFC
- ギリシャ
  - 〈リーグ〉ギリシャ・スーパーリーグ2010-11 - オリンピアコスFC
  - 〈リーグカップ〉キペロ・エラーダス2011 - AEKアテネFC
- クロアチア
  - 〈リーグ〉プルヴァHNL2010-11 - NKディナモ・ザグレブ
- スイス
  - 〈リーグ〉スーパーリーグ2010-11 - FCバーゼル
- スウェーデン
  - 〈リーグ〉アルスヴェンスカン2011 - ヘルシンボリIF
- スコットランド
  - 〈リーグ〉スコティッシュ・プレミアリーグ2010-11 - レンジャーズFC
  - 〈リーグカップ〉スコティッシュリーグカップ2010-11 - レンジャーズFC
- スペイン
  - 〈リーグ〉リーガ・エスパニョーラ2010-2011 - FCバルセロナ
  - 〈リーグカップ〉コパ・デル・レイ2010-11 - レアル・マドリード
- スロバキア
  - 〈リーグ〉ツォルゴン・リーガ2010-11 - ŠKスロヴァン・ブラチスラヴァ
- セルビア
  - 〈リーグ〉セルビア・スーペルリーガ2010-11 - パルチザン・ベオグラード
- チェコ
  - 〈リーグ〉ガンブリヌス・リーガ2010-11 - FCヴィクトリア・プルゼニ
- デンマーク
  - 〈リーグ〉デンマーク・スーペルリーガ2010-11 - FCコペンハーゲン
- ドイツ
  - 〈リーグ〉ドイツ・ブンデスリーガ2010-2011 - ボルシア・ドルトムント
  - 〈リーグカップ〉DFBポカール2011 - シャルケ04
- トルコ
  - 〈リーグ〉スュペル・リグ2010-11 - フェネルバフチェSK
- ノルウェー
  - 〈リーグ〉エリテセリエン2011 - モルデFK
- ハンガリー
  - 〈リーグ〉ネムゼティ・バイノクシャーグI2010-11 - ヴィデオトンFC
- フランス
  - 〈リーグ〉リーグ・アン2010-2011 - リール
  - 〈オープンカップ〉クープ・ドゥ・フランス2011 - LOSCリール・メトロポール
  - 〈リーグカップ〉クープ・ドゥ・ラ・リーグ2011 - オリンピック・マルセイユ
- ブルガリア
  - 〈リーグ〉ブルガリアプロサッカーリーグ2010-11 - リテックス・ロヴェチ
- ベルギー
  - 〈リーグ〉ジュピラー・プロ・リーグ2010-11 - KRCヘンク
- ボスニア・ヘルツェゴビナ
  - 〈リーグ〉プレミイェル・リーガ2010-11 - FKボラツ・バニャ・ルカ
- ポーランド
  - 〈リーグ〉エクストラクラサ2010-11 - ヴィスワ・クラクフ
- ポルトガル
  - 〈リーグ〉リーガ・ゾン・サグレス2010-11 - FCポルト
- モルドバ
  - 〈リーグ〉ディヴィジア・ナツィオナラ2010-11 - FCダチア・キシナウ
- ルーマニア
  - 〈リーグ〉リーガ1 2010-11 - FCオツェルル・ガラツィ
- ロシア
  - 〈リーグ〉ロシア・プレミアリーグ ※当シーズンから秋春制移行のため翌年に記載

### 南米
- アルゼンチン
  - 〈リーグ〉プリメーラ・ディビシオン - 2010-11後期：CAベレス・サルスフィエルド、2011-12前期：ボカ・ジュニアーズ
- ウルグアイ
  - 〈リーグ〉プリメーラ・ディビシオン2010-11 - ナシオナル・モンテビデオ
- エクアドル
  - 〈リーグ〉セリエA2011 - デポルティーボ・キト
- コロンビア
  - 〈リーグ〉カテゴリア・プリメーラA2011 - 前期：アトレティコ・ナシオナル、後期：アトレティコ・ジュニオール
- チリ
  - 〈リーグ〉プリメーラ・ディビシオン2011 - 前期：ウニベルシダ・デ・チレ、後期：ウニベルシダ・デ・チレ
- パラグアイ
  - 〈リーグ〉リーガ・パラグアージャ2011 - 前期：ナシオナル、後期：オリンピア
- ブラジル
  - 〈リーグ〉カンピオナート・ブラジレイロ・セリエA 2011 - SCコリンチャンス・パウリスタ
- ペルー
  - 〈リーグ〉プリメーラ・ディビシオン2011 - フアン・アウリチ

### 北中米カリブ海
- アメリカ、カナダ
  - 〈リーグ〉メジャーリーグサッカー2011 - ロサンゼルス・ギャラクシー
  - 〈オープンカップ〉USオープンカップ2011 - シアトル・サウンダーズFC
- コスタリカ
  - 〈リーグ〉プリメーラ・ディビシオン - 2010-11後期：LDアラフエレンセ、2011-12前期：LDアラフエレンセ
- メキシコ
  - 〈リーグ〉プリメーラ・ディビシオン - 2010-11後期：クルブ・ウニベルシダ・ナシオナル、2011-12前期：UANLティグレス

### アフリカ
- アルジェリア
  - 〈リーグ〉アルジェリア・シャンピオナ・ナシオナル2010-11 - ASOシュレフ
- エジプト
  - 〈リーグ〉エジプト・プレミアリーグ2010-11 - アル・アハリ
- コートジボワール
  - 〈リーグ〉コートジボワール・プレミア・ディビジョン2011 - アフリカ・スポール
- コンゴ民主共和国
  - 〈リーグ〉リナフット2011 - TPマゼンベ
- チュニジア
  - 〈リーグ〉チュニジア・リーグ2010-11 - エスペランス・スポルティーブ・ドゥ・チュニス
- ナイジェリア
  - 〈リーグ〉ナイジェリア・プレミアリーグ2011 - ドルフィンズFC

### アジア
- イラン
  - 〈リーグ〉ペルシアン・ガルフ・プロリーグ2010-11 - フーラッド・モバラケ・セパハンFC
- オーストラリア
  - 〈リーグ〉Aリーグ2010-11 - ブリスベン・ロアーFC
- 韓国
  - 〈リーグ〉Kリーグ2011 - 全北現代モータース
  - 〈オープンカップ〉韓国FAカップ2011 - 城南一和天馬
  - 〈リーグカップ〉ラッシュ&キャッシュカップ2011 - 蔚山現代FC
- サウジアラビア
  - 〈リーグ〉サウジ・プロフェッショナルリーグ2010-11 - アル・ヒラル
- タイ
  - 〈リーグ〉タイ・プレミアリーグ2011 - ブリーラムPEA FC
- 中国
  - 〈リーグ〉中国スーパーリーグ2011 - 広州恒大淘宝足球倶楽部
- 日本
  - 〈リーグ〉J1リーグ 2011 - 柏レイソル
  - 〈オープンカップ〉第90回天皇杯 - 鹿島アントラーズ
  - 〈リーグカップ〉2011Jリーグヤマザキナビスコカップ - 鹿島アントラーズ
- ベトナム
  - 〈リーグ〉Vリーグ 2011 - ソンラム・ゲアン

## クラブチームによる国際大会
OFCチャンピオンズリーグ2010-11
- 4月2日（決勝）
  - オークランド・シティFC（2年ぶり3回目）

CONCACAFチャンピオンズリーグ2010-11
- 4月27日（決勝）
  - CFモンテレイ（初優勝）

UEFAヨーロッパリーグ 2010-11
- 5月18日（決勝）
  - FCポルト（8年ぶり2回目）

UEFAチャンピオンズリーグ 2010-11
- 5月28日（決勝）
  - FCバルセロナ（2年ぶり4回目）

コパ・リベルタドーレス2011
- 6月22日（決勝）
  - サントスFC（48年ぶり3回目）

AFCチャンピオンズリーグ2011
- 11月5日（決勝）
  - アル・サッド（22年ぶり2回目）

CAFチャンピオンズリーグ2011
- 11月12日（決勝）
  - エスペランス・スポルティーブ・ドゥ・チュニス（17年ぶり2回目）

FIFAクラブワールドカップ2011
- 12月18日（決勝）
  - FCバルセロナ（2年ぶり2回目）

## ナショナルチームによる国際大会
AFCアジアカップ2011
- 1月7日 - 1月29日（ カタール）
  - 日本（2大会ぶり4回目）

2011 CONCACAFゴールドカップ
- 6月5日 - 6月25日（ アメリカ合衆国）
  - メキシコ（2大会連続9回目）

コパ・アメリカ2011
- 7月1日 - 7月24日（ アルゼンチン）
  - ウルグアイ（6大会ぶり15回目）

### 年代別代表
2011 FIFA U-17ワールドカップ
- 6月18日 - 7月10日（ メキシコ）
  - メキシコ（3大会ぶり2回目）

2011 FIFA U-20ワールドカップ
- 7月29日 - 8月20日（ コロンビア）
  - ブラジル（4大会ぶり5回目）

### 女子
2011 FIFA女子ワールドカップ
- 6月26日 - 7月17日（ ドイツ）
  - 日本（初優勝）

## 日本

### クラブチームによる国内大会

#### 男子中心
第90回天皇杯全日本サッカー選手権大会
- 決勝 1月1日・国立霞ヶ丘競技場陸上競技場
  - 鹿島アントラーズ 2 - 1 清水エスパルス
    - 鹿島アントラーズは3年ぶり4回目の優勝。

Fリーグ 2010-11
- 2010年8月7日 - 2011年2月20日
  - 優勝 名古屋オーシャンズ
    - 名古屋オーシャンズは4年連続4回目の優勝。

FUJI XEROX SUPER CUP2011
- 2月26日・日産スタジアム
  - 名古屋グランパス 1 - 1 (PK3-1) 鹿島アントラーズ
    - 名古屋グランパスは15年ぶり2回目の優勝。

Jリーグ 2011
- 3月6日 - 12月4日
  - J1 柏レイソル 勝点72（初優勝）

  - J2 FC東京 勝点77（初優勝）

Jリーグヤマザキナビスコカップ2011
- 決勝 10月29日・国立霞ヶ丘陸上競技場
  - 鹿島アントラーズ 1 - 0 （延長）浦和レッズ
    - 鹿島アントラーズは9年ぶり4回目の優勝。

#### 女子
第32回全日本女子サッカー選手権大会
- 決勝　1月1日・国立霞ヶ丘陸上競技場
  - INAC神戸レオネッサ 1 - 1 (PK3-2) 浦和レッドダイヤモンズ・レディース
    - INAC神戸レオネッサは初優勝。

2011 日本女子サッカーリーグ
- 4月29日 - 11月20日（なでしこリーグ）、4月10日 - 9月25日（チャレンジリーグ）
  - なごしこリーグ  INAC神戸レオネッサ 勝点42（初優勝）
  - チャレンジリーグEAST 常盤木学園高校 勝点37
  - チャレンジリーグWEST FC高梁吉備国際大学Charme 勝点38、得失点差+75
    - （スペランツァF.C.高槻と勝点38で並び得失点差で上回ったFC高梁吉備国際大学が優勝。）

#### 学生・ユースクラブ
第59回全日本大学サッカー選手権大会
- 決勝 1月5日・国立霞ヶ丘陸上競技場
  - 関西大学 2 - 1（延長） 中京大学
    - 関西大学は43年ぶり2回目の優勝。

第19回全日本大学女子サッカー選手権大会
- 決勝 1月5日・国立霞ヶ丘陸上競技場
  - 早稲田大学 4 - 1 武蔵丘短期大学
    - 早稲田大学は2年連続3回目の優勝。

第89回全国高等学校サッカー選手権大会
- 決勝 1月10日・国立霞ヶ丘陸上競技場
  - 滝川第二（兵庫） 5 - 3 久御山（京都）
    - 滝川第二は初優勝。

第35回総理大臣杯全日本大学サッカートーナメント
- 決勝 7月9日・キンチョウスタジアム
  - 大阪体育大学 1 - 0 中央大学
    - 大阪体育大学は3年ぶり3回目の優勝。

第35回日本クラブユースサッカー選手権 (U-18)大会
- 決勝 7月31日・ニッパツ三ツ沢球技場
  - 東京ヴェルディユース 1 - 0 ヴィッセル神戸U-18
    - 東京ヴェルディユースは2年連続14回目の優勝。

平成23年度全国高等学校総合体育大会
- 決勝 8月3日・秋田市八橋運動公園陸上競技場
  - 桐蔭学園（神奈川） 2 - 1 静岡学園（静岡）
    - 桐蔭学園は初優勝。

第66回国民体育大会サッカー少年男子 山口県立おのだサッカー交流公園サッカー場（10月2日 - 6日）
- 少年男子決勝 千葉選抜 0 - 0 静岡選抜(両チーム優勝）
  - 千葉選抜は5年ぶり8回目、静岡選抜は7年ぶり17回目の優勝。

高円宮杯U-18サッカーリーグ2011
- チャンピオンシップ 12月17日・埼玉スタジアム2002
  - サンフレッチェ広島FCユース 3 - 1 コンサドーレ札幌U-18
    - サンフレッチェ広島FCユースは初優勝。

第19回Jリーグユース選手権大会
- 決勝 12月25日・キンチョウスタジアム
  - 名古屋グランパスU-18 2 - 1 セレッソ大阪U-18
    - 名古屋グランパスU-18は初優勝。

### 日本男子代表
2014 FIFAワールドカップブラジル大会アジア地区予選
AFCアジアカップ2011
優勝（2大会・7年ぶり4回目、大会最多）
キリンチャレンジカップ
 日本 中止  モンテネグロ （3月25日： 日本 ・エコパスタジアム）
 日本 中止  ニュージーランド （3月29日： 日本 ・国立競技場）
 日本 3 - 0  韓国 （8月10日： 日本 ・札幌ドーム）
 日本 1 - 0  ベトナム （10月7日： 日本 ・ホームズスタジアム神戸）
キリンカップサッカー2011
 日本 0 - 0  ペルー （6月1日： 日本 ・東北電力ビッグスワンスタジアム）
 日本 0 - 0  チェコ （6月7日： 日本 ・横浜国際総合競技場）

### 日本女子代表
2011 FIFA女子ワールドカップ
優勝（初優勝）

## 死去
カッコ内は生年
- 1月15日 -  ナット・ロフトハウス（元イングランド代表、*1925年）
- 4月18日 -  オルバヨ・アデフェミ（元ナイジェリア代表 *1985年）
- 5月2日 -  八重樫茂生（元日本代表、メキシコオリンピック主将 *1933年）
- 5月6日 -  尹基源（*1987年）
- 6月23日 -  デニス・マーシャル（コスタリカ代表、*1985年）
- 6月28日 -  マイク・ドイル（元イングランド代表、*1946年）
- 7月17日 -  森孝慈（元日本代表監督、元浦和レッドダイヤモンズ監督、メキシコオリンピック日本代表* 1943年）
- 8月4日 -  松田直樹（元日本代表 *1977年）
- 9月6日 -  真田雅則（元日本代表 *1968年）
- 11月27日 -  ガリー・スピード（元ウェールズ代表、ウェールズ代表監督 *1969年）
- 12月2日 -  クリストファー・マクドナルド（元日本サッカー協会顧問、第8回日本サッカー殿堂顕彰者 *1931年）
- 12月4日 -  ソクラテス（元ブラジル代表 *1954年）

## 脚註
1. ↑  公式記録(PDF)
2. ↑  公式記録(PDF)
3. ↑  公式記録(PDF)
4. ↑  公式記録(PDF)
5. ↑  “田嶋氏落選…FIFA理事から日本人消えた”. スポニチアネックス. (1月7日) {{cite news}}: |date=の日付が不正です。 (説明)⚠
6. ↑  公式記録(PDF)
7. ↑  “日本がアジア王者に輝く!”. AFCアジアカップ公式サイト. (1月30日) {{cite news}}: |date=の日付が不正です。 (説明)⚠
8. ↑  “Ｊリーグ準加盟審査結果について”. Jリーグ公式サイト. (2月15日) {{cite news}}: |date=の日付が不正です。 (説明)⚠
9. ↑  “Jリーグ準加盟審査結果につきまして”. ツエーゲン金沢公式サイト. (2月15日) {{cite news}}: |date=の日付が不正です。 (説明)⚠
10. ↑  “FC琉球、Jリーグ準加盟審査結果について”. FC琉球公式サイト. (2月15日) {{cite news}}: |date=の日付が不正です。 (説明)⚠
11. ↑  “公式記録 FUJI XEROX SUPER CUP 2011”. Jリーグ公式サイト. (2月26日) {{cite news}}: |date=の日付が不正です。 (説明)⚠
12. ↑  “地震：J1とJ2のリーグ戦全試合を中止　12、13日”. 毎日新聞. (3月11日).  オリジナルの2012年7月15日時点におけるアーカイブ。 {{cite news}}: |date=の日付が不正です。 (説明)⚠
13. ↑  “2011 Jリーグ ディビジョン1 第3節、ディビジョン2 第3節-第4節 Jリーグ ヤマザキナビスコカップ 予選リーグ第1節-第2節 中止のお知らせ”. Jリーグ公式サイト. (3月14日) {{cite news}}: |date=の日付が不正です。 (説明)⚠
14. ↑  “2011Jリーグ ディビジョン1 第4節-第6節、ディビジョン2 第5節-第7節 Jリーグ ヤマザキナビスコカップ 予選リーグ第3節-第4節 中止のお知らせ”. Jリーグ公式サイト. (3月22日) {{cite news}}: |date=の日付が不正です。 (説明)⚠
15. ↑  “2011年シーズン日程変更について”. なでしこリーグ公式サイト. (3月23日) {{cite news}}: |date=の日付が不正です。 (説明)⚠
16. ↑  “東京電力女子サッカー部マリーゼの今後の活動についてとプレナスなでしこリーグ2011日程変更について”. なでしこリーグ公式サイト. (4月11日) {{cite news}}: |date=の日付が不正です。 (説明)⚠
17. ↑  南米選手権を辞退 震災でチーム編成困難に 産経新聞 2011年5月17日閲覧[リンク切れ]
18. ↑  “FIFA女子ワールドカップ ドイツ2011 FINAL”. FIFA女子ワールドカップ ドイツ 2011 特設ページ. (7月17日) {{cite news}}: |date=の日付が不正です。 (説明)⚠
19. ↑  “「なでしこジャパン（日本女子代表）」が国民栄誉賞を受賞”. JFA公式サイト. (8月2日) {{cite news}}: |date=の日付が不正です。 (説明)⚠
20. ↑  公式記録(PDF)
21. ↑  “浅野哲也ヘッドコーチ　監督就任のお知らせ”. アビスパ福岡公式サイト. (8月3日) {{cite news}}: |date=の日付が不正です。 (説明)⚠
22. ↑  “佐久間悟GM 監督就任のお知らせ”. ヴァンフォーレ甲府公式サイト. (8月7日) {{cite news}}: |date=の日付が不正です。 (説明)⚠
23. ↑  “サッカー＝Ｗ杯予選、日本と同組のシリアが失格に”. ロイター. (8月20日) {{cite news}}: |date=の日付が不正です。 (説明)⚠
24. ↑  “リーガ・エスパニョーラ、ストライキによる開幕延期が確定”. スポーツナビ. (8月18日) {{cite news}}: |date=の日付が不正です。 (説明)⚠
25. ↑  “7月16日 川崎戦での暴行事件に係るサポーターの処分について”. 柏レイソル公式サイト. (8月20日) {{cite news}}: |date=の日付が不正です。 (説明)⚠
26. ↑  “フェネルバフチェにUCL出場権剥奪処分”. UEFA.com. (8月24日) {{cite news}}: |date=の日付が不正です。 (説明)⚠
27. ↑  “北朝鮮を女子Ｗ杯から除外、ドーピング違反で”. SANSPO.COM. (8月26日) {{cite news}}: |date=の日付が不正です。 (説明)⚠
28. ↑  “初代UEFA欧州最優秀選手にメッシ”. UEFA.com. (8月25日) {{cite news}}: |date=の日付が不正です。 (説明)⚠
29. ↑  “セリエA、ストで開幕延期！選手会合意に至らず”. SANSPO.COM. (8月26日) {{cite news}}: |date=の日付が不正です。 (説明)⚠
30. ↑  “韓国Kリーグ八百長問題で47人がサッカー界から永久追放に”. サッカーキング. (8月26日) {{cite news}}: |date=の日付が不正です。 (説明)⚠
31. ↑  “ジェフユナイテッド市原・千葉　リザーブズチームの活動終了について”.   ジェフユナイテッド市原・千葉公式サイト (2011年9月12日). 2011年10月1日閲覧。
32. ↑  “ACLで掲げられた横断幕への対応と経過について”.   セレッソ大阪公式サイト (2011年9月29日). 2011年10月1日閲覧。
33. ↑  “ACLで掲げられた横断幕に対し、韓国サッカー協会（KFA）に再発防止を訴える文書を送付”.   JFA公式サイト (2011年9月29日). 2011年10月1日閲覧。
34. ↑  “被災やゆの韓国サポーター、10年間観戦禁止に”.   SANSPO.COM (2011年9月30日). 2011年9月30日時点のオリジナルよりアーカイブ。2011年10月1日閲覧。
35. ↑  “FIFA.com - Myanmar disciplinary sanctions confirmed”.  FIFA (2011年9月30日). 2011年10月1日閲覧。
36. ↑  “FIFA.com - Myanmar appeal partially upheld”.  FIFA (2011年11月7日). 2011年11月8日閲覧。
37. ↑  “功労審判員賞表彰について”.  Jリーグ公式サイト (2011年11月15日). 2011年11月15日閲覧。
38. ↑  “主審が自殺を図り、ケルン対マインツは中止に”.   goal.com (2011年11月20日). 2011年11月20日閲覧。
39. ↑  “投げ込まれた傘が審判に直撃し試合中止…家長所属のマジョルカ戦”.   サッカーキング (2011年11月20日). 2011年11月21日閲覧。
40. ↑  “Welsh football manager Gary Speed 'commits suicide' at 42”.   デイリー・メール (2011年11月27日). 2011年11月28日閲覧。
41. ↑  “FC町田ゼルビア、松本山雅FCのJリーグ入会が決定”.   Jリーグ公式サイト (2011年12月12日). 2011年12月13日閲覧。
42. ↑  “八百長問題でアタランタのドニら17人が逮捕…”.   スポニチアネックス (2011年12月20日). 2011年12月20日閲覧。